# Universitäts-Institut für Erbbiologie und Rassenhygiene Frankfurt am Main
Das Universitäts-Institut für Erbbiologie und Rassenhygiene Frankfurt am Main war ein erbbiologisches Forschungsinstitut der Universität Frankfurt in Frankfurt-Süd, das zugleich als amtsärztliche „erb- und rassenpflegerische“ Beratungsstelle diente. Nach der Gründung 1935 stand im Mittelpunkt der Forschung zunächst der Versuch, in Zusammenarbeit mit dem Frankfurter Gesundheitsamt einerseits eine „erbbiologische Bestandsaufnahme“ der Einwohner Frankfurts und andererseits der Bauernbevölkerung der 18 Dörfer der hessischen Schwalm zu erstellen. Im Rahmen der Funktion des Instituts als Beratungsstelle stellten die Mitarbeiter Erbgesundheitszeugnisse aus, erstellten Abstammungsgutachten und nahmen Gutachtertätigkeiten in Verfahren nach dem Gesetz zur Verhütung erbkranken Nachwuchses wahr. Das Institut und dessen Mitarbeiter waren auf diese Weise unmittelbar an der Umsetzung der nationalsozialistischen Rassenhygiene und der nationalsozialistischen Verfolgung der Sinti und Roma beteiligt. Als eine der größten Einrichtungen ihrer Art kam dem Institut Modellcharakter zu. Geleitet wurde es zunächst von Otmar Freiherr von Verschuer und von 1942 bis zum Ende des Zweiten Weltkrieges von Heinrich Wilhelm Kranz. Zu den bekanntesten Mitarbeitern gehörten Heinrich Schade, Hans Grebe, Gerhart Stein und Josef Mengele. Ab 1945 ging das Institut für Erbbiologie und Rassenhygiene in dem Institut für Humangenetik des Universitätsklinikums Frankfurt am Main auf.

## Geschichte

### Entstehung
Nach der nationalsozialistischen „Machtergreifung“ erfuhr die „Rassenhygiene“ in der Form negativ ausgerichteter Eugenik einen starken, staatlich geförderten Ausbau. Wurden auf der einen Seite rassenhygienische Maßnahmen wie Zwangssterilisationen nach dem Gesetz zur Verhütung erbkranken Nachwuchses verfügt, so betrieb man auf der anderen Seite die Institutionalisierung der Rassenhygiene an Universitäten und großen Forschungseinrichtungen. Durch die Umwidmung und den Ausbau vorhandener anthropologischer und hygienischer Institute sowie Neugründungen wurden flächendeckend Lehrstühle und Institute für „Rassenhygiene“, „Erbbiologie“, „Rassenbiologie“, „Erb- und Rassenpflege“, „Rassenkunde“ und dergleichen geschaffen. 1943 waren vom Reichsministerium des Innern die Direktoren und Assistenten von 22 Instituten als Sachverständige für erb- und rassenkundliche Gutachten anerkannt.
Die Einrichtung des Frankfurter Instituts erfolgte auf einen im Mai 1934 gestellten Antrag der medizinischen Fakultät der Universität Frankfurt. Der Dekan der Fakultät, Hans Holfelder, argumentierte dabei, Erbbiologie und Rassenhygiene seien von unschätzbarem Wert für die Ziele der deutschen Gesundheit. Für die Stelle des Institutsleiters schlug man Otmar Freiherr von Verschuer beziehungsweise Lothar Loeffler vor und zwar ausdrücklich ohne Präferenz. Beide waren Schüler des Anthropologen Eugen Fischer. Fischer war es auch gewesen, der Holfelder Ende 1933 eigens darauf hingewiesen hatte, dass im preußischen Kultusministerium unter Bernhard Rust Interesse daran bestand, an preußischen Universitäten neue Lehrstühle für Erbbiologie einzurichten. Loeffler entschied sich Mitte 1934 jedoch dafür, nach Königsberg zu gehen, um das dortige Rassenbiologische Institut zu übernehmen. Angeblich war ihm „Frankfurt mit seinen vielen Juden als zu konfliktreich“ erschienen. Damit blieb Verschuer, bis dahin Abteilungsleiter am Kaiser-Wilhelm-Institut für Anthropologie, menschliche Erblehre und Eugenik, als Institutsleiter übrig.
Die Stadt Frankfurt unterstützte das Vorhaben, nicht zuletzt weil man sich von der Gründung eine Stärkung Frankfurts als Wissenschaftsstandort erhoffte. Die Stadt stellte Räumlichkeiten im zweiten Stock des erst fünf Jahre zuvor errichteten Gebäudes der Allgemeinen Ortskrankenkasse („Haus der Volksgesundheit“) in der Gartenstraße 140 in Aussicht. Verschuer entwarf einen großzügigen Plan, der sechs Räume für sich, einen Oberarzt und vier Assistenten vorsah, zwei Sekretariate, einen Seminarraum, einen Hörsaal, drei Räume für Forschungen, ein Labor, eine Bibliothek, ein Archiv, ein Fotostudio mit Dunkelkammer sowie Stallungen für Versuchstiere und eine Garage. Damit nicht genug erwartete er Ausstattung, Personal und die Einrichtung einer Poliklinik. Er schätzte das Budget auf 52.000 RM, davon 42.500 RM jährliche Personalkosten. Im Februar 1935 signalisierte das Kultusministerium seine Zustimmung, während die Stadt Frankfurt sich bereit erklärte, die Räumlichkeiten kostenlos zur Verfügung zu stellen und außerdem die Hälfte der Kosten zu tragen. Es handelte sich damit um eine Maßnahme, welche die bisherigen Institutsunterstützungen um ein Vielfaches übertraf. Das 1928 von Franz Weidenreich gegründete und geleitete Anthropologische Institut wurde in der Folge 1935 aufgelöst und als Institut für Erbbiologie und Rassenhygiene neu gegründet. Weidenreich war als Jude 1934 von der Universität vertrieben worden.
Die Wünsche Verschuers wurden zwar nicht vollständig, aber weitgehend erfüllt. Verschuer erhielt am 2. Mai 1935 die offizielle Ernennung zum Institutsdirektor und vom Ministerium eine Startfinanzierung von 70.000 RM. Das Frankfurter Universitäts-Institut für Erbbiologie und Rassenhygiene wurde am 19. Juni 1935 in Anwesenheit von Vertretern aus Politik und öffentlichem Leben feierlich eröffnet.

### Organisation und Aufbau

#### Intention
Verschuer war nicht nur Leiter des neuen Instituts, sondern übernahm zugleich eine Professur der medizinischen Fakultät. Seine Arbeitsschwerpunkte lagen einerseits in der „Erbbiologie“. Er hatte sich durch Zwillingsforschungen einen Namen gemacht. Andererseits sollte er sich gerade in seiner Zeit in Frankfurt auch auf anderen Gebieten der NS-Rassenforschung engagieren. So war er beispielsweise im Sachverständigenbeirat der „Forschungsabteilung Judenfrage“ des Reichsinstituts für Geschichte des neuen Deutschland für die Gebiete der „Erbbiologie“ und „Rassenfrage“ zuständig.
In seinem programmatischen Vortrag zur Eröffnung des Instituts definierte Verschuer als Aufgabenbereiche Forschung, Lehre und praktische Arbeit, die gleichzeitig verfolgt werden sollten. Durch Forschung sollten „bessere Grundlagen für die Rassenpolitik des nationalsozialistischen Staates“, insbesondere für den weiteren Ausbau rassenpolitischer Gesetze zur „Entlastung des Wohlfahrtsetats durch die Eindämmung der erblichen Belastung“ geschaffen werden. Unterrichtet werden sollten nicht nur Medizinstudenten, sondern auch approbierte Ärzte, um sie fortzubilden. Schließlich forderte Verschuer die Anerkennung des Instituts als ärztliche Beratungsstelle, um die theoretischen Kenntnisse in der Praxis der Erbgesundheitspflege, der Eheberatung und der Sterilisationsbegutachtung anwenden zu können. Für die Ausbildung des Erbarztes der Zukunft sei dies unabdingbar. Einen entsprechenden Antrag hatte Verschuer bereits Anfang Juni 1935 gestellt.
Die gesetzliche Regelung sah indes vor, dass die praktische Erbgesundheitspflege den Gesundheitsämtern unterstand. Verschuers Anspruch brachte ihn deshalb in Konflikt mit dem städtischen Gesundheitswesen und deren Erbbegutachtungsstelle. Der Leiter dieser Stelle, der ambitionierte Stadtarzt Kurt Gerum, wollte sein erbärztliches Beratungsmonopol nicht einfach aufgeben. Er schlug vor, Verschuer solle sich auf die Erstellung von Sippentafeln und Ermittlungen von „sekundär Probanden der Familie bereits angezeigter oder sterilisierter Personen“ konzentrieren. Damit war jedoch Verschuer nicht einverstanden und verlangte, dass in Frankfurt nur noch das erbbiologische Universitäts-Institut erbgesundheitspflegerisch tätig werden dürfe, während sich die Abteilung Erbbegutachtung des Stadtgesundheitsamtes auf den Ausbau ihrer Erbkartei und ihres Erbarchivs beschränken sollte. Deren Leiter bot er an, sich im Gastzimmer des Instituts unter seiner, Verschuers, Leitung an den Begutachtungen zu beteiligen. Weder Gerum noch sein Amtsleiter, der Stadtrat Werner Fischer-Defoy, wollten diesen Arbeitsplan akzeptieren, der zugleich den Bestimmungen des GzVeN widersprach. Der monatelange Streit wurde durch den Innenminister entschieden, der die Einrichtung einer amtsärztlichen „Beratungsstelle für Erb- und Rassenpflege“ für Frankfurt-Süd zum 1. Oktober 1935 genehmigte. Es ergab sich dadurch die für das Deutsche Reich einmalige Situation, dass ein Universitäts-Institut neben seinem universitären Auftrag auch Teilfunktionen eines Gesundheitsamtes wahrnahm. Unter der Bezeichnung „Gesundheitsamt des Stadkreises Frankfurt/Main Beratungsstelle II für Erb- und Rassenpflege“ war ihm das linksmainische Gebiet mit ca. 90.000 Einwohnern zugewiesen.

#### Aufbau
Bei seiner Gründung war das Frankfurter Universitäts-Institut für Erbbiologie und Rassenhygiene eines der größten seiner Art im Deutschen Reich. Es bezog 58 von der Stadt angemietete Räume im zweiten Stock des „Hauses der Volksgesundheit“ in der Gartenstraße 140, dem heutigen Theodor-Stern-Kai 3. Die Einrichtung und Ausstattung von Weidenreichs früherem Lehrstuhl wurden aus dem Senckenberg-Museum in das neue Institutsgebäude gebracht.
Gegliedert war das Institut in drei Hauptaufgabenbereiche, wobei sich der Bereich der Wissenschaftlichen Forschung in vier Abteilungen unterteilte.
- I. Wissenschaftliche Forschung
  - 1. Zwillingsforschung,
  - 2. Familienforschung,
  - 3. Erbbiologische Bestandsaufnahmen ganzer Bevölkerungen,
  - 4. Tierexperimentelle Forschungen
- II. Erbärztliche Praxis
- III. erbbiologischer Unterricht im Rahmen des Medizinstudiums

Das Engagement in der erbärztlichen Praxis war eine Besonderheit des Frankfurter Instituts. Verschuer hatte bereits in der ersten Ausgabe des Erbarztes, einer von ihm im Juni 1934 begründeten Beilage zum Deutschen Ärzteblatt, dafür ausgesprochen, die Verbindungen zwischen Ministerien, Erbgesundheitsgerichten und Medizinern zu stärken. Er gab die Devise aus, jeder Arzt müsse „Erbarzt“ sein.
Als Verschuer 1942 die Leitung des Kaiser-Wilhelm-Institut für Anthropologie, menschliche Erblehre und Eugenik übernahm und nach Berlin ging, wurde Heinrich Wilhelm Kranz, bis dahin Leiter des Instituts für Erb- und Rassenpflege der Universität Gießen, sein Nachfolger. Kranz verlegte das von ihm geführte Rassenpolitische Amt des NSDAP-Gaus Hessen-Nassau auf Wunsch des Gauleiters Jakob Sprenger in das Institutsgebäude und brachte aus Gießen sein Archiv von über 17.000 Sippentafeln mit, das als „Erbarchiv des Gaues Hessen-Nassau“ eine eigene Abteilung des Frankfurter Instituts wurde.

### Tätigkeit

#### Wissenschaftliche Forschung
Die erbbiologische Forschung sollte nicht nur die nationalsozialistische Erbgesundheitspolitik anleiten, sondern aus der Politik entwickelten sich auch neue Forschungsprojekte. In seiner Funktion als Medizinalbeamter hatte Arthur Gütt dafür Sorge getragen, dass die Akten, die im Zusammenhang mit der Umsetzung des GzVeN anfielen, zentral im Reichsgesundheitsamt archiviert wurden, um für wissenschaftliche Forschung zur Verfügung zu stehen. Mit finanzieller Unterstützung Notgemeinschaft der deutschen Wissenschaft sollte das Material von Verschuer, Eugen Fischer und Ernst Rüdin wissenschaftlich ausgewertet werden. Verschuer war dabei für Fragen aus den Bereichen der Inneren Medizin, Pädiatrie, Chirurgie und Orthopädie zuständig, während Rüdin psychiatrische Fragen und Fischer erbliche Blindheit und Taubheit untersuchen sollten.

##### Erbbiologische Bestandsaufnahme
Im Mittelpunkt der wissenschaftlichen Forschungen, die am Frankfurter Institut betrieben wurden, standen die „erbpathologischen Untersuchungen“. Als erstes Großprojekt wurde die „erbbiologische Bestandsaufnahme“ in der Schwalm betrieben. Das Projekt war dem Institut von Walter Scheidt überlassen worden, der für seine „Deutsche Rassenkunde“ bereits veranlasst hatte, dass aus den Kirchenbüchern Sippentafeln erstellt wurden. Diese Tafeln wurden von einer Hilfskraft des Instituts und mit finanzieller Unterstützung des Reichsausschusses für Volksgesundheitsdienst vervollständigt. Außerdem unternahm das Institut die medizinisch-anthropologische Erfassung der gesamten lebenden Bauernbevölkerung des Schwalm-Eder-Kreises. Der Projektleiter Heinrich Schade und sein Mitarbeiter Günter Burkert untersuchten mit Unterstützung der Behörden, Schulen und Parteiämter sowie finanzieller Unterstützung der Deutschen Forschungsgemeinschaft innerhalb von drei Jahren 80 % der alteingesessenen Bevölkerung über sechs Jahren, insgesamt 4.010 Personen. Schade habilitierte sich 1939 über die Erbbiologische Bestandsaufnahme einer Dorfbevölkerung in der Schwalm.
Quasi als Gegenstück zur Erfassung der alteingesessenen Bauernbevölkerung der Schwalm wurde der Aufbau einer „Erbkartei“ und des sogenannten „Erbarchivs“ beim Frankfurter Gesundheitsamt durch Institut und Gesundheitsamt gemeinsam vorangetrieben. Bei einer Einwohnerzahl der Stadt Frankfurt von 555.857 Einwohnern enthielt die Erbkartei im Geschäftsjahr 1935/36 100.000 Karten und etwa 170.000 Akten. 1936/37 wurde die Kartei durch Daten der Nervenklinik, des Frankfurter Gefängnisvereins, der gerichtlichen Entmündigungsbeschlüsse und der Schulgesundheitspässe der Schulen und Berufsschulen auf 145.000 Karten erweitert und umfasste 1937/38 in der Kartei 230.000 Karten und im Erbarchiv 250.000 Akten. Mithin war die Hälfte der Frankfurter Bevölkerung mit Fürsorge-, Hilfsschul-, Vormundschafts-, Straf- und Krankenakten erfasst. Die Kartei sollte alle Erbkranke der Stadt erfassen und als Grundlage für die erbgesundheitsgesetzlichen Maßnahmen dienen, also bei Entscheidungen über Ehestandsdarlehen oder Zwangssterilisationen, aber auch bei der Begutachtung der Anwärter für den städtischen Dienst und der Nachprüfung der Einbürgerungsanträge. Ziel war es außerdem, Fragen nach der Bedeutung von „Rasse, Rassenmischung und Konstitution“ für Krankheiten zu klären und theoretische Fragen der „Erbbiologie“ zu untersuchen. Darüber hinaus sollten Unterlagen für den weiteren Ausbau der „praktischen Erb- und Rassenpflege“ geliefert werden. Bis Kriegsende stieg die Zahl der registrierten Frankfurter Bürger auf geschätzt 380.000.
Der Projektmitarbeiter Heinz Koslowski führte am Institut außerdem anthropologische Studien über die Erhaltung typischer körperlicher Merkmale bei den Nachkommen der in Frankenhain in der Schwalm angesiedelten Hugenotten durch. In seiner Studie Die Einfügung französischer (hugenottischer) Flüchtlinge in das deutsche Volk kam er 1941 zu dem Ergebnis, dass einige körperliche Merkmale der Hugenotten erhalten geblieben seien, andere hingegen nicht.

##### Anthropologische Untersuchungen an Sinti und Roma
Gerhart Stein promovierte 1938 am Institut mit einer Untersuchung Zur Psychologie und Anthropologie der Zigeuner in Deutschland (1941). Stein hatte seit 1936 anthropologische Untersuchungen an insgesamt 247 „Zigeunern“ durchgeführt und dabei ein antiziganistisches Konzept zur „Trennung und Reinhaltung der Rassen“ entwickelt, wobei er „Zigeunermischlingen“ angeborene Kriminalität und Asozialität unterstellte. Verschuer hob in seinem Gutachten hervor, es handele sich um die erste größere anthropologische Untersuchung an „Zigeunern“, um eine Vorreiterrolle seines Frankfurter Instituts gegenüber der Berliner Rassenhygienischen Forschungsstelle Robert Ritters zu betonen. Gleichwohl hatte Stein 1936 und 1937 im Auftrag Ritters auch im Zwangslager Berlin-Marzahn Untersuchungen durchgeführt und in einer von Ritters sogenannten „fliegenden Arbeitsgruppen“ mitgearbeitet, die von Anfang Januar bis Ende März 1938 Frankfurter Sinti und Roma „rassenbiologisch“ erfasste. Auch Steins frühere Messergebnisse fanden dabei Verwendung.

##### Die medizinische Doktorarbeit Josef Mengeles
Ab dem 1. Januar 1937 arbeitete Josef Mengele am Institut, zunächst als Medizinalpraktikant und Volontär, ab Oktober 1937 als Stipendiat der William G. Kerckhoff-Stiftung. Im Juni 1938 promovierte Mengele bei Verschuer mit Sippenuntersuchungen bei Lippen-Kiefer-Gaumenspalte zum Doktor der Medizin. In Zusammenarbeit mit der Chirurgischen Universitätsklinik hatte er dazu Familienuntersuchungen zu 17 zwischen 1925 und 1935 in Frankfurt operierten Patienten durchgeführt und war dabei zu dem Schluss gekommen, dass 13 von 17 Familien erblich belastet seien. Dem Medizinhistoriker Udo Benzenhöfer zufolge legte Mengele seine Arbeit so an, dass er eine hohe Erblichkeitsquote sicher erreichte. Zum 1. Juni 1938 übernahm Mengele eine Assistentenstelle im Institut.

##### In den letzten Kriegsjahren
Auch Verschuers Nachfolger Heinrich Wilhelm Kranz erhob den Anspruch, dass Frankfurt ein Zentrum der rassenkundlichen Wissenschaften sein sollte. Kranz sah Erbbiologie und Rassenhygiene als besonders mit dem Ideengebäude des Nationalsozialismus verknüpfte Wissenschaften an und widmete das Frankfurter Institut dem „biologischen Endsieg“. Über seine Aktivitäten am Institut ist jedoch wenig bekannt. Er brachte einige Mitarbeiter aus Gießen mit, während einige Mitarbeiter Verschuers am Institut verblieben. Die erbärztliche Praxis wurde nahezu eingestellt. Es wurden keine Anträge zur Sterilisation gestellt und auch keine entsprechenden Gutachten für das Erbgesundheitsgericht mehr erstellt. Auch die wissenschaftliche Forschung am Institut kam in den letzten Kriegsjahren weitgehend zum Erliegen, da kriegsbedingt keiner der vier Assistenten mehr in Frankfurt tätig war. Dennoch wurde beispielsweise Mengele in den Akten noch bis 1945 als Angehöriger des Instituts geführt.

#### Erbärztliche Praxis
Durch die Funktion einer amtsärztlichen Beratungsstelle für Erb- und Rassenpflege in Frankfurt-Süd war das Frankfurter Universitäts-Institut für Erbbiologie und Rassenhygiene unmittelbar an der praktischen Umsetzung der NS-Rassenpolitik beteiligt. Kompetenzstreitigkeiten mit der städtischen Beratungsstelle blieben nicht aus, sodass es bei den Gutachten oftmals darum ging, ob sich Verschuer oder Gerum mit ihrer jeweiligen Meinung durchsetzen konnten. Verschuer, der Gerums Gutachten „Wissenschaftlichkeit“ absprach, konnte seinen Einfluss dadurch festigen, dass er 1936 Mitglied und Gutachter des Erbgesundheitsobergerichts Frankfurt wurde. Gerum bemühte sich indes vergeblich, Gutachter des Erbgesundheitsgerichts zu werden.
Jährlich wurden in der Beratungsstelle etwa 1.000 Personen amtsärztlich untersucht, darunter auch Personen aus benachbarten Kreisen. Dabei wurde eugenische Eheberatung durchgeführt und über die Eignung von Antragstellern auf Ehestandsdarlehen gegutachtet. Die Beratungsstelle stellte Ehetauglichkeitszeugnisse aus und war in den Antrags- und Gutachterprozeß im Rahmen des Gesetzes zur Verhütung erbkranken Nachwuchses (GzVeN) eingebunden. In mehr als einem Drittel der Fälle wurden die Gutachten des Universitätsinstituts dabei durch die Erbgesundheits- und Erbgesundheitsobergerichte angefordert.
Zwischen 1935 und 1941 wurden durch das Institut 163 Anträge auf Sterilisation mit den entsprechenden Gutachten gestellt (1936 = 55, 1937 = 45, 1938 = 21, 1939 = 27). Verschuer ließ die Gutachten zu Sterilisationsanträgen von seinen Institutsmitarbeitern vornehmen und unterzeichnete die Gutachten vor der Übersendung an die Erbgesundheitsgerichte. Alle der mindestens zwölf Assistenzärzte und -ärztinnen, die am Institut tätig waren, beteiligten sich dadurch an der praktischen „Erb- und Rassenpflege“. Heinrich Schade wirkte als anthropologischer Gutachter außerdem an der Sterilisation der „Rheinlandbastarde“ mit, die zwar den Normen des Gesetzes zur Verhütung erbkranken Nachwuchses widersprach, aber durch einen Sonderauftrag Hitlers legitimiert wurde. Verschuer selbst setzte sich für eine Ausweitung der Sterilisationen ein.
Verschuers Interessen und Vorgehen lassen sich an dem Fall einer schwangeren 30-jährigen Sintezza illustrieren, die 1941 ein Ehetauglichkeitszeugnis beantragt hatte. Nicht nur wurde ihr das Zeugnis verweigert. Verschuer stellte stattdessen einen Antrag auf Sterilisation mit gleichzeitiger Schwangerschaftsunterbrechung mit der Begründung, bei ihr sei „ein fremder Rasseneinschlag (Zigeuner) deutlich erkennbar […] und da Schwachsinn“ vorliege. Das Erbgesundheitsgericht lehnte diesen Antrag nach Verhandlung mit Anhörung der Betroffenen am 12. März 1941 ab, da es bei ihrer „tatsächlichen Urteilsfähigkeit nicht vertretbar“ sei, „bei ihr von einer geistigen Unwertigkeit zu sprechen.“ Verschuer legte nicht nur gegen diesen Beschluss Beschwerde ein, die vom Erbobergesundheitsgericht verworfen wurde, sondern informierte auch das Reichsinnenministerium und beantragte Wiederaufnahme. Nachdem das Gericht auch dies abgelehnt hatte, erhob Verschuer Einspruch, zu dessen Begründung er auf die Forschungen Robert Ritters und auf einen Bericht der Rassenhygienischen und kriminalbiologischen Forschungsstelle beim Reichsgesundheitsamt Berlin über die „Sippe“ der Betroffenen verwies. Er argumentierte, es liege „ein für die Gemeinschaft besonders gefährlicher Arttypus vor, der ausgemerzt werden“ müsse. Erst die Intervention von Ministerialrat Herbert Linden aus dem Reichsinnenministerium beim Regierungspräsidium Wiesbaden erwirkte ein Wiederaufnahmeverfahren, um eine Zwangssterilisation durchzusetzen. Auch Linden versuchte dabei, eine neue, nicht medizinisch, sondern „rassisch“ begründete Interpretation von Schwachsinn durchzusetzen. Als ein Gutachten der Universitäts-Nervenklinik zu dem Schluss kam, dass in diesem Fall weder Schwachsinn noch Psychopathie vorliege und man die Betroffene nicht als erbkrank bezeichnen könne, hielt das Erbgesundheitsgericht an seinem ablehnenden Beschluss fest. Monika Daum und Hans-Ulrich Deppe urteilen, der Fall zeige deutlich die Richtung von Verschuers rassenhygienischen Vorstellungen, bei denen es auch und nicht zuletzt um die Diskriminierung, Ausgrenzung und Ausmerzung „asozialer Personen“ und ethnischer Minderheiten gegangen sei. Verschuer zeigte sich hier, so Peter Sandner, als Vorkämpfer rassenanthropologischer Radikalpositionen gegenüber Sinti und Roma. Auch die Ehetauglichkeitszeugnisse richteten sich in der Praxis oft gegen Sinti und Roma, denen Eheschließungen mit sogenannten „Deutschblütigen“ verboten wurden.
Ein verglichen mit den übrigen erbärztlichen Aktivitäten weniger umfangreicher Aufgabenbereich betraf die Erstellung von erbbiologischen Abstammungsgutachten. Auftraggeber war zum einen die Reichsstelle für Sippenforschung, das spätere Reichssippenamt, das Abstammungsnachweise ausstellte und in zweifelhaften Fällen über den „Ariernachweis“ entschied. Zum anderen wurden Gutachten von Familiengerichten zur Vaterschaftsfeststellung beauftragt. Die dazu notwendigen rassenanthropologischen Untersuchungen wurden in den Jahren von 1936 bis 1940 ebenfalls ausschließlich von Verschuers Assistenten angefertigt. Nur wenige Gutachten stammen dabei von Leonore Liebenam und Franz Schwarzweller. Die meisten verfassten Hans Grebe und vor allem Josef Mengele. In dem größeren Teil der Gutachten wurde dabei „Deutschblütigkeit“ attestiert, von Mengele etwa im Verhältnis Zwei-zu-Eins. Am kritischsten gutachtete offenbar Grebe. In dem bislang bekannt gewordenen Fall eines Verfahrens wegen sogenannter „Rassenschande“ nach den Nürnberger Gesetzen, bei dem Angehörige des Frankfurter Instituts als Gutachter fungierten, stützte Verschuer das uneindeutige Gutachten Mengeles.

#### Erbbiologischer Unterricht
Das Frankfurter Universitäts-Institut für Erbbiologie und Rassenhygiene führte nicht nur Schulungen für Ärzte und die theoretische rassenhygienische Ausbildung der Medizinstudenten durch, zumal Rassenhygiene 1936 Prüfungsfach und durch die Studienreform von 1939 zum Pflichtfach wurde, sondern band die Studenten auch in die praktische Arbeit ein. Eine studentische Arbeitsgemeinschaft war in der Beratungsstelle für Erbbiologie und Rassenpflege für statistische Ausarbeitungen zuständig und arbeitete bei Zwillingsuntersuchungen mit. Studenten arbeiteten auch eine „Bevölkerungspolitische Wanderschau“ aus, mit der auf dem Land und in Betrieben für Rassenhygiene und Bevölkerungspolitik geworben werden sollte.

### Umbenennung
Im Juli 1945 wurde das Institut in Universitätsinstitut für Vererbungswissenschaft (Genetik) umbenannt, weil der Begriff „Rassenhygiene“ als missverständlich angesehen wurde. Kommissarischer Direktor dieses Instituts wurde Peter Kramp. Inzwischen heißt es Institut für Humangenetik.

### Verschuers Bemühungen um eine Rückkehr nach dem Zweiten Weltkrieg
Verschuer war 1945 mit mehreren Eisenbahnwaggons an Material aus dem Berliner Kaiser-Wilhelm-Institut in seinen Heimatort, das hessische Bebra, geflohen. Anfang 1946 bot er dem Frankfurter Oberbürgermeister an, das Kaiser-Wilhelm-Institut für Anthropologie in Frankfurt wiederzueröffnen. Er behauptete, kurz vor der Entdeckung eines Medikaments gegen Tuberkulose zu stehen, und überzeugte den Frankfurter Oberbürgermeister damit, ihm monatlich bereits 300 RM zu zahlen. Oberbürgermeister und Magistratsdezernent sahen keine Probleme, dass Verschuer seine Lehrtätigkeit in Frankfurt nicht wieder aufnehmen könnte. Allein das Spruchkammerverfahren der Entnazifizierung, in welchem Verschuer als „Mitläufer“ zu 600 RM Geldbuße verurteilt werden sollte, war noch nicht abgeschlossen. Einige Monate später legte Robert Havemann, der jetzt die Verwaltung der Kaiser-Wilhelm-Institute leitete, Einspruch gegen Verschuers Entnazifizierung ein. Verschuer sei „einer der gefährlichsten Naziaktivisten des Dritten Reiches gewesen“ und dürfe nie wieder als Hochschullehrer tätig werden. Havemanns Einspruch durchkreuzte Verschuers Frankfurter Pläne. Das hessische Staatsministerium entzog Verschuer das Recht, am Kaiser-Wilhelm-Institut leitend und forschend tätig zu sein. Die Frankfurter Universität bot ihm 1950 nur eine Forschungsstelle ohne Professur und Institutsleitung an. Verschuer wurde stattdessen 1951 Professor für Humangenetik an der Universität Münster, wo er das größte Humangenetische Institut der Bundesrepublik mit einem Genetik-Register aufbaute.

## Nachlass
Die Ausstattung des Instituts überstand den Zweiten Weltkrieg beinahe unbeschadet. Im Zuge des Skandals um den Frankfurter Professor für Anthropologie, Reiner Protsch, 2004 erhob der Frankfurter Medizinhistoriker Klaus-Dieter Thomann den Vorwurf, bei einer Räumungsaktion seien 2001 auf Protschs Anweisung hin Akten und Glasdias des Instituts aus der NS-Zeit vernichtet worden. Darunter hätten sich Vaterschaftsgutachten und Sterilisationsakten befunden. Ein Schrank mit Dias sei gerettet worden.
Objekte, Akten und Fachliteratur kamen in die Verwahrung des Universitätsarchivs. Das Archiv verwahrt in 24 Sammelmappen 346 Röntgenaufnahmen und außerdem 22 Patientenakten aus der NS-Zeit, die in den Räumen des Instituts für Humangenetik und Anthropologie sichergestellt wurden. Im Zuge des Ermittlungsverfahrens wurden diese Akten Unterlagen versiegelt und waren 2008 noch nicht zugänglich. Es handelte sich um Vaterschaftsgutachten aus den frühen 1940er Jahren. Laut Zeugenaussagen sollen 2001 allerdings 50 Vaterschaftsgutachten aus der NS-Zeit vernichtet worden sein. Die Recherchen der Universität ergaben jedoch keine Hinweise darauf, dass sich Sterilisationsakten je im Besitz der Frankfurter Universität befunden hätten.
In dem besagten Schrank befanden sich mehr als 2000 Glasplatten mit Aufnahmen, die sich in Ermangelung von Besitzvermerken zwar nicht sicher, aber wahrscheinlich dem Universitäts-Institut unter Verschuer zuordnen lassen. In der Tat hatte Verschuer in seiner Zeit als Institutsdirektor besonderen Wert auf die fotografische Erfassung der Probanden gerade in Sterilisationsverfahren gelegt. Die Aufnahmen waren unter anderem Themen wie „Zunahme erbkranker Familien“, „Zigeuner“ und „Juden“ zugeordnet. Sie wurden von Dietmar Schulze inventarisiert und in einer Datenbank verzeichnet.

## Bewertung
In der medizinhistorischen Forschung gilt das Frankfurter Universitäts-Institut für Erbbiologie und Rassenhygiene als „Modellinstitut“. Gerda Stuchlik, Monika Daum und Hans-Ulrich Deppe betonen den großen Einfluss Verschuers. Für Daum und Deppe strebte Verschuer die willkürliche Ausweitung der Sterilisationspraxis an und wollte mit Vorschlägen zur Erweiterung des § 1 des GzVeN die Sterilisation weiterer Bevölkerungsgruppen, der sogenannten „verdeckten, nicht eindeutig feststellbaren Erbkranken“ auch ohne eindeutige Diagnostizierbarkeit erreichen. Stuchlik resümiert: „Verschuer wollte für sich und die von ihm geschulten Ärzte endlich einen Freibrief ausgestellt bekommen“.
Peter Sandner hebt hervor, dass sich hier Verschuers Selbstverständnis manifestierte, die gesellschaftliche Anwendung der Wissenschaft voranzutreiben. Dies sei für einen universitären Wissenschaftler neuartig gewesen. Das Institut, so Sandner, „entwickelte sich zum Prototyp der engen Verbindung von wissenschaftlicher Forschung und nationalsozialistischer ‚Rassenpolitik‘, wobei die Wissenschaft einerseits die Legitimierung staatlichen Handelns übernahm, andererseits aber auch aktiv an der Umsetzung politischer Vorgaben mitwirkte und daraus gewonnene Erkenntnisse für die eigenen Forschungszwecke nutzte.“ Durch die erstmalige Verknüpfung von akademischem Unterricht mit wissenschaftlicher Forschung und erbärztlicher Praxis habe es eine Vorreiterrolle eingenommen. Durch das Engagement in der Forschung an „Zigeunern“ habe es zudem praktischen Anteil an der rassischen Verfolgung der Sinti und Roma während des Nationalsozialismus gehabt und sei ein Beispiel für die Verknüpfung rassenhygienischer Behindertenfeindlichkeit mit Rassenantisemitismus und Rassenantiziganismus.
Für Sheila Weiss dokumentiert die Entstehung des Instituts für Erbbiologie und Rassenhygiene den Handel, den Verschuer mit dem NS-Staat und den Parteioffiziellen schloss, um sich eine eigene Basis wissenschaftlicher Macht zu schaffen. In Frankfurt erhielt Verschuer sein eigenes Institut und konnte sich gegenüber der Konkurrenz des städtischen Gesundheitsamtes durchsetzen, da man seine Bedeutung für die künftige NS-Rassenpolitik hoch einschätzte. Dass er dafür gerade nach 1938 mehr und mehr Zeit für Abstammungsgutachten und die Frage der Bestimmung von Rassezugehörigkeit aufwenden musste, was nicht zu seinen eigentlichen Interessen gehörte, sei der Preis des Faustischen Paktes gewesen. Weiss diskutiert Verschuers Tätigkeit gerade im Bereich der Abstammungsgutachten unter der Frage, ob es sich um „Wissenschaft“ oder „Pseudowissenschaft“ gehandelt habe, und warnt davor, Verschuers Publikationen gerade auch zur Frage „jüdischer Eigenschaften“ als „pseudowissenschaftlich“ zu disqualifizieren. Verschuer habe sich innerhalb des zur damaligen Zeit national wie international akzeptierten wissenschaftliches Diskurses bewegt, ohne dass seine Anwendung der Erbbiologie deshalb ethisch gewesen wäre. Im Begutachtungsprozeß hätten sich vielmehr ideologische Vorurteile mit wissenschaftlicher Praxis vermengt.